# 静山 (寿光)
静山是坐落在中国山东省潍坊市寿光市孙家集街道的一块露出地面的山石，海拔49.5米，最高处距地表0.6米左右，曾被媒体称为“中国最小的山”。1983年9月，静山被寿光公布为县级文物保护单位。

## 描述
静山位于寿光市孙家集街道孙家集村与马家庄村之间的农田中，距离县城西南约8公里。静山海拔49.5米:89，是寿光最高点，露出地面部分东西长1.24米，南北宽0.7米，最高处距地面0.6米，最低处仅0.1米，上有南北向的水纹4条，地表以下逐渐扩展变大。
严格定义上，“山”按高度可分为高山、中山和低山，其中高山的山岳主峰相对高度超过1000米，中山的在350米至1000米，低山的则在150米至350米之间，若主峰相对高度低于150米，只能称为丘陵岗地。“静山”仅为露出地面的一块山石，理论上不足以称之为“山”。对于静山是露出地面的古潜山，还是埋入地下的巨石仍需进一步勘测确认。由于寿光境内本无山陵，静山才因其突兀的出现在广阔的平原中而引起人们的关注:449。

## 历史
清末行政区划改革，今寿光境内划有15个区，其中有一个被命名为“静山区”，“静山”得名当在此之前:449。
对于静山是不是山的争议由来已久，早在民国时期便有人进行挖掘，但未能挖到底。1958年，再次有人进行挖掘，在静山周围挖开一个10米深的大坑，仍未见到石底，最终只能作罢。
1983年9月17日，寿光县人民政府以“寿政发〔1983〕第94号”文件将静山公布为县级文物保护单位，但后因静山并不属于文物保护单位的任何类别，在统计文物保护单位时可能并不将其统计在内。但当地政府部门仍按文物保护单位的规定来管理静山，规定不准对静山进行深挖，不准在静山附近搞建设，并禁止对静山进行砸山取石。
2018年3月，静山在中国大陆互联网上走红，被媒体冠以“全国最小山”的称号，很多游客前往参观，将其所在农田踩出一条小道。对此，光明网时评频道评论文章认为，静山仅凭一个所谓“全国最小山”的名头，即使走红网络，也不能长远。